# هايغيت (محطة مترو أنفاق لندن)
هايغيت (بالإنجليزية: Highgate)‏ هي إحدى محطات مترو أنفاق لندن. تقع على خط نورذيرن أفتتحت في المنطقة (Zone) رقم 3 أفتتحت في 22 أغسطس 1867، 19 يناير 1941.

## أعلام
- جيري سبرينغر